# С-24 (підводний човен СРСР)
| С-24                                                                  | С-24 | С-24 |
| --------------------------------------------------------------------- | --- | --- |
|                                                                       | | |
|                                                                       | | |
| Схема підводного човна типу «Середня»                                 | | |
| Під прапором                                                          | Військово-морський флот СРСР | Військово-морський флот СРСР |
| Порт приписки                                                         | Полярний | Полярний |
| Спуск на воду                                                         | 2 травня 1941 | 2 травня 1941 |
| Виведений зі складу флоту                                             | 19 грудня 1947 | 19 грудня 1947 |
| Сучасний статус                                                       | 6 червня 1955 року виведений з бойового складу ВМФ СРСР, переданий до ВМС Китайської народної республіки, де служив до кінця 1970-х років | 6 червня 1955 року виведений з бойового складу ВМФ СРСР, переданий до ВМС Китайської народної республіки, де служив до кінця 1970-х років |
| Проєкт                                                                | | |
| Тип ПЧ                                                                | Торпедний ДПЧ | Торпедний ДПЧ |
| Розробник проєкту                                                     | завод № 112, Горький | завод № 112, Горький |
| Основні характеристики                                                | | |
| Швидкість (надводна)                                                  | 19,5 вузлів (36,1 км/год) | 19,5 вузлів (36,1 км/год) |
| Швидкість (підводна)                                                  | 9,6 вузли (17,77 км/год) | 9,6 вузли (17,77 км/год) |
| Робоча глибина занурення                                              | 80 м | 80 м |
| Гранична глибина занурення                                            | 100 м | 100 м |
| Автономність плавання                                                 | 30 діб | 30 діб |
| Екіпаж                                                                | 45 осіб | 45 осіб |
| Розміри                                                               | | |
| Довжина найбільша (по КВЛ)                                            | 77,7 м | 77,7 м |
| Ширина корпусу найб.                                                  | 6,4 м | 6,4 м |
| Середня осадка (по КВЛ)                                               | 4,06 м | 4,06 м |
| Водотоннажність надводна                                              | 866,1 т | 866,1 т |
| Силова установка                                                      | | |
| дизель-електрична; 2 × дизельні двигуни 1Д 2 × електромотори ПГ-72/35 | | |
| Озброєння                                                             | | |
| Торпедно- мінне озброєння                                             | 6 ТА калібру 533-мм (12 торпед) | 6 ТА калібру 533-мм (12 торпед) |
| ППО                                                                   | 1 × 100-мм/51 гармата Б-24 (200 снарядів) 1 × 45-мм напівавтоматична гармата 21-К (500 снарядів)                                          | 1 × 100-мм/51 гармата Б-24 (200 снарядів) 1 × 45-мм напівавтоматична гармата 21-К (500 снарядів)                                          |

С-24 — радянський дизель-електричний підводний човен типу «Середня» серії IX-біс, що входив до складу Військово-морського флоту СРСР за часів Другої світової війни. Закладений 25 червня 1940 року на верфі заводу № 112 у Горькому під заводським номером 297. 2 травня 1941 року спущений на воду. Після початку німецько-радянської війни будівництво човна законсервоване й відновлене лише після радянсько-японської війни. У жовтні 1947 року човен відбуксований внутрішніми водами до Полярного для проведення завершальних випробувань. 19 грудня 1947 року включений до складу Північного флоту. У 1949—1950 роках С-24 здійснив перехід Північним морським шляхом з Кольської затоки на Далекий Схід, де 21 вересня 1950 року увійшов до складу 5-го флоту ВМФ СРСР. З 23 квітня 1953 року — у складі Тихоокеанського флоту. 6 червня 1955 року виведений з бойового складу ВМФ СРСР, переданий до ВМС Китайської Військово-морські сили Китайської Народної Республіки, де служив до кінця 1970-х років.